# Степенен закон
Степенният закон е използвана в статистиката функционална зависимост между две величини, при която относителна промяна в едната величина води до относителна промяна в другата величина, пропорционална на изходната промяна, повдигната на степен, независимо от първоначалните стойности на двете величини – едната величина винаги се променя като степен на другата.
Прост пример за степенен закон е зависимостта между площта на квадратите и дължината на техните страни – независимо от стойностите на двете величини, при удвояване на дължината на страната площта нараства четирикратно. Разпределението на множество природни и обществени явления могат да бъдат описани с добро приближение чрез степенни закони – от размера на кратерите на Луната и слънчевите изригвания до честотата на думите в човешките езици.